# ایشتوان لوکاش
ایشتوان لوکاش (انگلیسی: István Lukács; ۱۴ اکتبر ۱۹۱۲ – ۱۹۶۰ (۴۷−۴۸ سال)) بازیکن فوتبال اهل فرانسه بود.
از باشگاه‌هایی که در آن بازی کرده‌است می‌توان به باشگاه فوتبال سروت ۱۸۹۰، باشگاه فوتبال سن-اتین، و باشگاه فوتبال اویپشت، باشگاه فوتبال لشو دو فوند، باشگاه ورزشی یانگ بویز برن، و باشگاه فوتبال لوزان-اسپورت اشاره کرد.